# موت حكمي
الموت الحكمي هو حكم صادر من المحكمة ويقضي بموت شخصٍ من الأشخاص حكما لا واقعا حتى وإن كان لا يزال على قيد الحياة. وهو موت يخالف الموت الطبيعي إذ لا يشترط فيه توقف الأجهزة الحيوية للميت كما لا يشترط وجوده حاضرا من عدمه، بل هو موتٌ مفترض افتراضاً، ولا يهم إن كان مطابقاً للواقع ام لا. وعادة ما يصدر في حق المفقود الذي انقطع خبره ولا يمكن الكشف عنه حيا وقد دأب القضاء على إصدار مثل هذه الأحكام على من فقد في وقت الحرب أو في بعض الحالات الاستثنائية التي يغلب فيها الموت.